# Eumaeus minijas
Eumaeus minijas is een vlinder uit de familie van de Lycaenidae. De wetenschappelijke naam van de soort is voor het eerst geldig gepubliceerd in 1809 door Hübner.

## Kenmerken
Dit relatief grote blauwtje heeft donkergekleurde vleugels met een groene weerschijnkleur op de bovenzijde, die echter niet voorkomt op de vleugeladeren. De achterrand van de achtervleugels vertoont metaalblauwe vlekken.

## Verspreiding en leefgebied
Deze vlindersoort komt voor in de warmere delen van de Verenigde Staten rond struikgewas langs bosranden en open plekken in het bos.

## Waardplanten
De waardplanten behoren tot het geslacht Zamia uit de familie Zamiaceae.